# Đoan Mộc Tứ
 Đoan Mộc Tứ  (giản thể: 端木赐; phồn thể: 端木賜; bính âm: Duānmù Cì; Wade–Giles: Tuan¹-mu⁴ Tzʻŭ⁴; 520–459 TCN),, người Hoa Hạ, họ Đoan Mộc, sống vào thời kỳ cuối Xuân Thu , người nước Vệ (huyện Tuấn, Hạc Bích, tỉnh Hà Nam), tự  Tử Cống  (giản thể: 子贡; phồn thể: 子貢; bính âm: Zǐgòng; Wade–Giles: Tzŭ³-kung⁴), là môn sinh thân thiết của Khổng Tử , một trong mười đệ tử của Khổng Tử, và là một trong những đệ tử "Thụ nghiệp thân thông" (thực hành thành thạo). Trong điển cố Vạn Nhận cung tường (Tường cung Vạn Nhận) xuất tự từ việc Tử Cống tán thưởng học vấn cao thâm của Khổng Phu Tử. trong số những môn sinh của Khổng Tử, ông là người giỏi thứ hai về biện Luận, chỉ sau Tể Dư. Ông là một nhà ngoại giao kiệt xuất của thời Xuân Thu, từng đam nhiệm chức quan viên cao cấp ở một số nước, và là một thương nhân rất giàu có
Tử Cống lời nói thông minh, hùng biện hiệu quả, hay giúp đỡ người tài, hành sự thông đạt. Khi ở Lỗ, ông là lưỡng quốc Tướng quân , đại diện của nước Vệ. Ông cũng giỏi về việc giao nhận vận tải , từng thông thương giữa hai nước Tào, Lỗ, cực kì giàu có, là đệ tử giàu nhất của Khổng Tử . Sau khi Khổng Tử qua đời Tử Cống thủ tang sáu năm, là đệ tử của Khổng tử thủ tang lâu nhất.
Sau này, khi bình Luận về ông-một doanh nhân thành công, người ta thường bình là "Di sản của Đoan Mộc", thậm chí và một số người còn coi ông là Thần Tài . "Đoan mộc di phong" đề cập đến văn hóa thành tín mà Tử Cống là người đầu tiên nói đến. Tử Cống là người đầy thiện chí, "Quân tử ái tài, thủ chi hữu đạo" (dùng những phương thức hợp pháp để kiếm lời, đó là phương châm của quân tử ham tiền), được hậu thế thương giới rất thôi sùng. Tư Mã Thiên nhận xét trong 《 Sử ký ·Hóa thực liệt truyện》 ghi lại những câu chuyện kinh doanh của Tử Cống. Giống như Đào Chu Công , Phạm Lễ , ông là sơ tổ của thương nho . Thê tử của ông là người nước Việt Câu Hoàn , con trai ông là Đoan Mộc Quỳnh cưới người nước Vệ Cừ Linh Nhi , và đích tôn của Tử Cống là Đoan Mộc Thúc . Tử Cống qua đời tại Tề.
"Luận Ngữ " cũng ký lục về ngôn hành của ông. "Sử ký " đánh giá ông rất cao. Năm Khai Nguyên nhà Đường truy phong là "Lê hầu", thời Tống năm thứ hai Đại trung tường phù gia phong là "Lê công", Năm Gia Tĩnh đời Minh thứ 9 cải xưng là "Tiên hiền Đoan Mộc Tử".

## Cố sự nhân vật

### Tử Cống tôn sư
Tương truyền, Khổng Tử có bảy mươi hai đệ tử nổi tiếng, Tử Cống là một trong số đó. Câu chuyện Tử Cống tôn sư, cũng thật cảm động. Một lần, đại phu nước Lỗ châm biếm Khổng Tử, tâng bốc Tử Cống trước mặt những người khác. Tử Cống cố gắng thính thuyết nhưng sau này cực kỳ căm phẫn, ông cũng so sánh thầy trò Khổng Tử như một căn nhà, nói rằng người thầy là tường cao ngàn trượng, ốc nội phú lệ đường hoàng, người thường không có đủ khả năng trèo tới; ông nói rằng mình chỉ như là một bức tượng cao ngang vai, có thể thấy trong nháy mắt. Ông cũng so sánh thầy mình như mặt trời và mặt trăng, nói kiến thức của thầy mình như hào quang rực rỡ, thường nhân không thể có sở năng siêu việt đó. Khổng Tử qua đời, Tử Cống bi thương vạn phần, chuyển sang sống gần mộ Khổng Tử, thủ mộ 6 năm.

### Tử Cống vấn đạo
Tài năng và đức hành của con người, từ xưa đến giờ chưa bao giờ thập toàn thập mỹ, nếu một người có sở trường, anh ta cũng sẽ có sở đoản. Nếu chúng ta sử dụng sở trường để bổ túc cho sở đoản, có lẽ, thiên hạ không ai có thể bỏ rơi chúng ta; nếu chúng ta trách cứ mọi người vì điểm yếu của họ và ghen tị với điểm mạnh của họ, có lẽ, thiên hạ sẽ bỏ rơi chúng ta. Ở trong mỗi người, thì quan điểm tình yêu và thù hận khá khác nhau, và mục đích cũng khác nhau, ngay cả những minh triết như Y Doãn, Chu Công, hàng hiền năng như Mặc Địch, Dương Chu, khi họ thỉnh cầu ý kiến của mọi người, thì họ có thể tránh bị chế giễu và nghi kị?

### Tử Cống chuộc người

Tượng thạch Đoan Mộc Tứ được khắc ở Hàng Châu

Đạo đức mà đại đa sổ mọi người không thể làm là ngụy đạo đức. Đạo đức chân chính cũng trọng yếu như không khí.
Theo luật của Lỗ quốc, thần thiếp người Lỗ ở các nước chư hầu, làm nô lệ ở ngoại quốc, và những người có thể chuộc họ sẽ được thưởng tiền từ chính quyền. Tử Cống đã chuộc người nước Lỗ khỏi các chư hầu, nhưng không nhận tiền từ quốc khố. Khổng Tử nói: "Cho hay mất. Từ giờ trở đi, người Lỗ sẽ không chuộc người nữa. Nếu anh không lấy vàng, anh sẽ không chuộc được ai.
"Tử Cống chuộc người" và làm một hảo sự. Ông nên được coi như một điển phạm đạo đức. Tại sao Khổng Tử lại phê bình ông? Kỳ thật dụng ý của luật nước Lỗ là khuyến khích cá nhân làm một đại hảo sự bất cứ khi nào họ có cơ hội. Ngay cả khi bạn tạm thời không có năng lực trả tiền chuộc trước, bạn vẫn nên vay tiền chuộc để chuộc đồng bào, vì sau đó bạn sẽ không tổn thất gì cả. Sai lầm của Tử Cống là nâng cao tiêu chuẩn đạo đức mà đại đa sổ người khó đạt tới. Điều gì sẽ xảy ra nếu quân chủ Lỗ quốc nêu gương Tử Cống, như thông báo, khen thưởng, tuyên truyền và thậm chí quảng bá trên toàn quốc, hậu quả là gì? Đầu tiên, các tiêu chuẩn đạo đức xã hội đã được đề cao, và mọi người đều học tập Tử Cống; thứ hai, kỳ thật các tiêu chuẩn đạo đức đã thực sự suy giảm, bởi vì các tiêu chuẩn cao cả về đạo đức của Tử Cống đã đe dọa ông. Sẽ là vô đạo đức đối với bất cứ ai cứu chuộc đồng bào của mình và sau đó đòi tiền chuộc của nhà nước, tuy nhiên một số cá nhân có đủ tài lực để bảo chứng rằng việc tổn thất khoản tiền chuộc này sẽ không ảnh hưởng gì đến sinh hoạt cá nhân. Nhưng Cuộc sống của những người khác thì sao?

### Điền Thường tấn công nước Lỗ
Đại phu nước Tề là Điền Thường hay tấn công nước Lỗ, nhằm uy hiếp tứ đại gia tộc Cao Thị, Quốc Thị, Bảo Thị, Yến Thị của nước Lỗ. Khổng nghe tin, phái học sinh cứu mẫu quốc Lỗ, cuối cùng cho Tử Cống xuất mã .
Đầu tiên Tử Cống đến Tề quốc, thuyết phục Điền Thường đồng ý không tấn công Lỗ mà tiến công Ngô. Ông đến Ngô quốc thuyết phục Ngô vương không tấn công Việt mà tấn công Tề quốc, cuối cùng thuyết phục Tấn ngưng cho binh tấn công Tề.. Cuối cùng Ngô bại Tề, nhưng Điền Thường luôn trong tình trạng hỗn loạn. Ngô tấn công Tấn, nhưng bị Tấn đánh bại. Việt vương Câu Tiễn đã lợi dụng tình hình để diệt ngô rồi xưng bá. Cái gọi là: Tử Cống một lần -xuất-, mười năm cứu Lỗ, làm loạn Tề, phá Ngô, cường Tấn, bá Việt . Tử Cống nhờ đó đã nổi tiếng khắp chư hầu .

### Đầu năm 479
Vào ngày 9 tháng 3 năm 479 (ngày Sửu tháng 4 năm Lỗ Ai Công thứ 16, 9 tháng 3 ở Nho lịch, ngày 4 tháng 3 theo Công Lịch, ngày 11 tháng 2 theo lịch Hạ), Khổng Tử qua đời, thọ 73 tuổi, ông được chôn cất trên bờ Tứ Tủy phía bắc thành phố Khúc Phụ. Chúng đệ tử mặc tang phục trong ba năm, còn Tử Cống giữ tang Khổng Tử 6 năm.

## Cá tính Tử Cống
Có ba loại người mà Tử Cống ghétː
1. Đạo ý tưởng của người khác, nhưng nghị rằng mình rất thông minh
2. Không khiêm tốn mà nghĩ mình có dũng khí.
3. Hay công kích người khác mà tự cho rằng mình chính trực.
Khuyết điểm của Tử Cống là không đồng cảm, do đó trong Luận ngữ, Khổng Tử ba lần nhắc nhở ông phải "Thứ" (恕, giống như trong từ "tha thứ", "dung thứ"), và bị đồng môn Nguyên Hiến phê bình.
 Tử cống vấn viết: "Hữu nhất ngôn nhi khả dĩ chung thân hành chi giả hồ?" Tử viết: "Kỳ thứ hồ! Kỷ sở bất dục, vật thi vu nhân." (Luận ngữ 15.24) (Tử Cống hỏi: "Có một chữ nào suốt đời làm theo được không?" Khổng tử đáp: "Có lẽ là chữ "thứ" chăng? Cái gì mình không muốn thì đừng làm cho người.")
 Tử Cống viết: "Ngã bất dục nhân chi gia chư ngã dã, ngô diệc dục vô gia chư nhân." Tử viết: "Tứ dã, phi nhĩ sở cập dã." (Luận ngữ 5.11)  (Tử Cống nói: "Việc gì mình không muốn người ta gia cho mình, thì mình cũng không muốn gia cho người ta." Đúc Khổng tử kêu tên thật của Tử Cống mà nói rằng: "Này Tứ, ngươi chưa tới mức đó đâu.")
 Tử Cống viết: "Như hữu bác thi vu dân nhi năng tế chúng, hà như? Khả vị nhân hồ?" Tử viết: "Hà sự vu nhân! Tất dã thánh hồ! Nghiêu thuấn kỳ do bệnh chư! Phu nhân giả, kỷ dục lập nhi lập nhân, kỷ dục đạt nhi đạt nhân. Năng cận thủ thí, khả vị nhân chi phương dã dĩ." (Luận ngữ 6.28)  (Tử Cống hỏi: "Nếu có người thi ân cho nhân dân và cứu đại chúng, thì người ấy thế nào. Có thể gọi là người nhân không?" Khổng tử đáp: "Sao chỉ gọi là người nhân thôi? Phải gọi là bực thánh chứ! Vua Nghiêu, Thuấn cũng chưa làm được như vậy thay. Người nhân, mình muốn tự lập thì cũng muốn giúp người thành công. Biết từ bụng ta suy ra bụng người (mình muốn gì thì giúp người được cái đó) đó là phương pháp thực hành của người nhân.")

## Khẩu tài của Tử Cống
Khẩu tài của Tử Cống rất tốt, được liệt kê là khoa ngôn ngữ, rất giỏi thuyết phục, tham vấn, và bình Luận, đó cũng là năng lực trọng yếu trong phương diện chính trị và thương nghiệp.
Để xem tài thuyết phục của ông, xin xem chiến tranh Tề Ngô ở trên.
Ông đặt câu hỏi rất kỹ xảo. khi Tử cống muốn vấn ông thầy già Khổng Khâu một câu hỏi trọng yếu (như lập trường chính trị hay ý chí), nếu như hỏi trực tiếp thì quá lỗ mãng, làm cho ông thầy già mệt mỏi không muốn hồi đáp. Vì vậy ông sẽ tìm kiếm một điểm đáng chú ý trong một câu chuyện, rồi hỏi Khổng Tử thái độ với sự kiện đó, sau đó đoán thái độ chân chính của Khổng Tử với vấn đề đó.
 Nhiễm Hữu viết: "Phu tử vị Vệ quân hồ?" Tử cống viết: "Nặc, ngô tương vấn chi". Nhập viết: "Bá Di, Thúc Tề, hà nhân dã. Viết: "Cổ chi hiền nhân dã". Viết: "Oán hồ?" Viết: "Cầu nhân nhi đắc nhân, hựu hà oán? Xuất viết: "Phu tử bất vị dã." (Luận ngữ 7.15)  (Nhiễm Hữu hỏi: "Thầy ta có thiên vị với vua Vệ không?" Tử Cống đáp: "Ừ, tôi cũng có ý hỏi thầy việc đó". Rồi vô hỏi Khổng tử: "Thưa thầy, Bá Di và Thúc Tề là người như thế nào?" Đáp: "Là người hiền xưa". Lại hỏi: "Hai ông ấy có oán hận gì không?" Đáp: "Cầu nhân được nhân thì còn oán hận gì nữa?" Tử Cống trở ra bảo Nhiễm Hữu: "Thầy không thiên vị với vua Vệ đâu.")
 Tử cống viết: "Hữu mỹ ngọc vu tư, uẩn độc nhi tàng chư? Cầu thiện giả nhi cô chư?" Tử viết: "Cô chi tai! Cô chi tai! Ngã đãi giả giả dã!" (Luận ngữ 9.12)  (Tử Cống nóiː "Giả như có một hột ngọc tốt tại đây, thì nên bỏ nó vào hộp mà giấu chăng? Hay là cầu cho được phải giá mà bán đi chăng?" Tử nói" "Nên bán điǃ Nên bán điǃ Nhưng ta còn đợi giá")
 Tử viết: "Mạc ngã tri dã phu!" Tử cống viết: "Hà vi kỳ mạc tri tử dã?" Tử viết: "Bất oán thiên, bất vưu nhân; hạ học nhi thượng đạt. Tri ngã giả, kỳ thiên hồ!" (Luận ngữ 14.35) (Khổng tử than: "Không có ai hiểu ta cả!" Tử Cống hỏi: "Sao thầy lại than không ai hiểu thầy?" Khổng tử đáp: "Ta không oán trời, không trách người, học từ việc thấp là nhân sự mà đạt lên tới thiên lí. Hiểu ta chỉ có trời chăng?") Tử viết: "Tứ dã, nữ dĩ dư vi đa học nhi thức chi giả dữ?" Đối viết: "Nhiên, phi dữ?" Viết: "Phi dã! Dư nhất dĩ quán chi." (Luận ngữ 15.2)  (Khổng tử nói: "Anh Tứ, anh cho ta học nhiều mà nhớ hết chăng?" Tử Cống đáp: "Vâng. Không phải vậy sao?" Khổng tử nói: "Không phải vậy, ta tìm một điều căn bản mà khái quát, thông suốt cả.")
Tử vị Tử Cống viết: "Nhữ dữ Hồi dã, thục dữ?" Đối viết: "Tứ dã hà cảm vọng Hồi, Hồi dã, văn nhất dĩ tri thập, Tứ dã, văn nhất dĩ tri nhị." Tử viết: "Phất như dã. Ngô dữ nhữ phất như dã." (Luận ngữ 5.8) (Khổng tử hỏi Tử Cống: "Anh với anh Hồi, ai hơn?" Tử Cống đáp: "Tứ con đâu dám được như anh Hồi. Anh ấy nghe một biết mười, con nghe một chỉ biết hai". Khổng tử bảo: "Phải, anh không bằng. Ta đồng ý với anh rằng anh không bằng anh Hồi.")
Tử Cầm vấn ư Tử Cống viết: "Phu tử chí ư thị bang dã, tất văn kì chính, cầu chi dư, ức dữ chi dư." Tử Cống viết: "Phu tử ôn, lương, cung, kiệm, nhượng dĩ đắc chi. Phu tử chi cầu chi dã, kì chư dị hồ nhân chi cầu chi dư?" (Luận ngữ 1.10)  (Tử Cầm hỏi Tử Cống: "Thầy mình (đây trỏ Khổng tử) tới nước nào cũng được nghe chính sự nước đó, như vậy là thầy cầu nghe hay là nhà cầm quyền tự ý báo cho biết?" Tử Cống đáp: "Thầy mình có thái độ ôn hoà, lương thiện, cung thuận, tiết kiệm, khiêm tốn, nhờ vậy mà người ta báo cho biết. Vậy cách cầu nghe của thầy mình hoặc giả có chỗ không giống cách cầu nghe của người khác chăng?")
"Thúc tôn Võ Thúc hủy Trọng Ni. Tử Cống viết: "Vô dĩ vi dã. Trọng Ni bất khả hủy dã. Tha nhân chi hiền giả, khâu lăng dã, do khả du dã. Trọng Ni nhật nguyệt dã, vô đắc nhi du yên. Nhân tuy dục tự tuyệt, kì hà thương ư nhật nguyệt hồ? Đa. Kiến kì bất tri lượng dã."  (Luận ngữ 19.24)  (Thúc tôn Võ Thúc chê Trọng Ni. Tử Cống nói: "Đừng nên làm vậy. Thầy Trọng Ni không thể huỷ báng được. Tài đức của người khác cao như cái gò, cái đống, còn có thể qua được. Người ta dù muốn tự cách tuyệt (mà huỷ báng) thì có hại gì cho mặt trời, mặt trăng đâu! Chỉ tỏ rằng mình không biết lượng cao thấp mà thôi.")
Trần Tử Cầm vị Tử Cống viết: "Tử vi cung dã? Trọng Ni khởi hiền ư tử hồ?" Tử Cống viết: "Quân tử nhất ngôn dĩ vi trí, nhất ngôn dĩ vi bất trí, ngôn bất khả bất thận dã. Phu tử chi bất khả cập dã, do thiên chi bất khả giai nhi thăng dã. Phu tử chi đắc bang gia giả, sở vị lập chi tư lập, đạo chi kì hành, tuy chi tư lai, động chi tư hòa. Kì sinh dã vinh, kì tử dã ai, như chi hà kì khả cập dã?"  (Luận ngữ 19.25)  (Trần Tử Cầm (Trần Cang) nói với Tử Cống: "Anh khiêm cung đấy thôi. Thầy Trọng Ni làm sao tài đức hơn anh được?" Tử Cống bảo: "Người quân tử nói ra một lời mà người ta cho mình là khôn, hay không khôn, cho nên không thể không thận trọng lời nói. Thầy chúng ta không ai bì kịp được, cũng như trời không thể bắt thang mà lên được. Nếu thầy chúng ta được cầm quyền một nước hay một nhà (ấp của đại phu), thì như người xưa nói, gây dựng cho dân, dân sẽ tự lập, dắt dẫn dân, dân sẽ biết đường mà đi, vỗ yên dân, dân sẽ qui phục, cổ võ dân, dân sẽ hiệp lực với nhau. Khi sống được mọi người tôn kính. Khi chết được mọi người thương xót. Ai có thể bì kịp với thầy chúng ta được?")
Tử viết: "Dư dục vô ngôn". Tử Cống viết: "Tử như bất ngôn, tắc tiểu tử hà thuật yên?" Tử viết: "Thiên hà ngôn tai? Tứ thời hành yên, vạn vật sinh yên, thiên hà ngôn tai?" (Luận ngữ 17.19)  (Khổng tử nói: "Ta không muốn nói gì cả". Tử Cống hỏi: "Thầy không nói thì bọn chúng con có gì để truyền thuật lại cho đời sau?" Khổng Tử nói: "Trời có nói gì đâu? Bốn mùa qua lại, vạn vật sinh trưởng, Trời có nói gì đâu?").

## Khổng Tử bình Luận về Tử Cống
Vì chưa đạt đến cảnh giới "Thứ", Khổng Tử chỉ gần như khẳng định năng lực công tác của ông, nhận ông là "Sĩ" (học giả), nhưng vẫn không đủ để làm người quân tử.
Quí Khang tử vấn: "Trọng Do khả sử tòng chính dã dư?" Tử viết: "Do dã quả, ư tòng chính hồ hà hữu?" Viết: "Tứ dã, khả sử tòng chính dã dư?" Viết: "Tứ dã đạt, ư tòng chính hồ hà hữu?" Viết: "Cầu dã, khả sử tòng chính dã dư?" Viết: "Cầu dã nghệ, ư tòng chính hồ hà hữu?" (Luận ngữ 6.6)  ("Quí Khang tử hỏi: "Thầy Trọng Do (Tử Lộ) có thể tòng sự chính trị (tức làm quan đại phu) được không?" Khổng tử đáp: "Trọng Do là người quyết đoán, tòng sự chính trị có gì mà không được?" Hỏi: "Thầy Tứ (Tử Cống) có thể tòng sự chính trị được không?" Khổng tử đáp: "Tứ thông hiểu sự lí, tòng sự chính trị có gì mà không được?" Hỏi: "Thầy Cầu (Nhiễm Hữu) có thể tòng sự chính trị được không?" Đáp: "Cầu tài nghệ, tòng sự chính trị có gì mà không được?"")
Tử viết: "Hồi dã kì thứ hồ, lũ không. Tứ bất thụ mệnh, nhi hóa thực yên, ức tắc lũ trúng." (Luận ngữ 11.18) ("Đức Khổng tử nói rằng: "Trò Hồi (Nhan Uyên) thì sức tu gần chí mức Đạo, trò thường ở trong cảnh nghèo, nhưng an phận vì Đạo. Trò Tứ (Tử Cống) chẳng yên chịu với số phận, bèn đi buôn bán mà trở nên giàu; nhưng liều lượng điều chi thì thường trúng lý".
Tử Cống vấn viết: "Hà như tư khả vị chi sĩ hĩ?" Tử viết: "Hành kỷ hữu sỉ; sử vu tứ phương, bất nhục quân mệnh; khả vị sĩ hĩ." (Luận ngữ 13.20) (Tử Cống hỏi: "Thế nào đáng gọi là kẻ sĩ (kẻ đã ra làm quan)". Khổng tử đáp: "Hành vi của mình thì biết hổ thẹn (không làm điều xấu); đi bốn phương thì không làm nhục mệnh vua; như vậy có thể gọi là kẻ sĩ".)
Tử cống vấn viết: "Tứ dã hà như?" Tử viết: "Nữ, khí dã." Viết: "Hà khí dã?" Viết: "Hô liễn dã." (Luận ngữ 5.3) (Tử Cống hỏi: "Còn Tứ (Tử Cống) con như thế nào?" Khổng tử đáp: "Anh như một đồ dùng." Lại hỏi: "Thứ đồ dùng nào?" Đáp: "Như cái hồ liễn" [Một thứ liễn đẹp, quý dùng đựng xôi để cúng].)

## Thành tựu

### Thủy tổ Thương Nho
Tử Cống không chỉ giỏi trong phương diện học nghiệp, chính trị mà còn giỏi trong quản lý tài kinh. 《 Luận ngữ · Tiên tiến 》 có nhắc đến lời nói của Khổng Tử: "Hồi dã kỳ thứ hồ, lũ không. Tứ bất thụ mệnh, nhi hóa thực yên, ức tắc lũ trung" (đã dịch ở đề mục ngay trước) ý nói là Nhan Hồi đã gần như hoàn thiện về đạo đức, nhưng ông quá nghèo, đến mức ăn cũng thành vấn đề, trong khi Tử Cống không bị vận mệnh kiểm soát, đoán đúng thị trường, buôn bán phát đạt. "Sử ký-Trọng ni đệ tử liệt truyện" cũng ghi: "Tử cống hảo phế cử, dữ thời chuyển hóa tư…… Gia luy Thiên kim", phiên dịch: Tử Cống dựa vào thị trường mà biến hóa kiếm tiền, trở thành Cự phú. Vì Tử Cống trong kinh doanh đại hoạch thành công, Tư Mã Thiên trong "sử ký · Hóa thực liệt truyện" cho rằng ông là một nhà thương nghiệp khổng lồ, khẳng định tác dụng của ông trong việc phát triển kinh tế.

### Lỗ Vệ chi tướng (Ở Lỗ và Vệ)
"Luận ngữ" chỉ nói Tử Cống xuất sắc về phương diện "Ngôn ngữ", chứ không nói rằng người khác đánh giá ông như thế nào.
Ông cũng có tài năng ưu việt trong những lĩnh vực khác. "Sử ký - Trọng Ni đệ tử liệt truyện" nói Tử Cống là "Thường tương Lỗ, Vệ" (Hay ở Lỗ và Vệ). Ông thầy già Khổng Tử cũng tin rằng ông có tài năng chính trị phi phàm. "Luận ngữ - Ung Dã" từng ghi rằng Quý Khang Tử đã hỏi Khổng Tử rằng Tử Lộ, Tử Cống, Nhiễm Cầu có làm chính trị được không, Khổng Tử hồi đáp rằng cả ba người đều có thể là nhà chính trị, tuy nhiên Khổng cũng phân biệt sự bất tương đồng các ưu điểm của ba người: "Do (Tử Lộ) dã quả", "Tứ (Tử Cống) dã đạt", "Cầu (Nhiễm Cầu) dã nghệ" ("Do là người quyết đoán", "Tứ có tài năng", "Cầu đa tài đa nghệ"). tử ba ưu điểm được Khổng Tử liệt kê, thì chúng tôi nghĩ rằng ưu điểm của Tử Cống —— "Đạt" (Tài năng), không thể thiếu đối với các chính trị gia. "Đạt" còn có nghĩa là thông đạt sự lý, hãy tưởng tượng một chính trị gia mà "Thông đạt sự lý", người ấy như đứng trên một cái cao ốc, người ấy sẽ toàn cụ hóa vấn đề, xử lý chúng một cách có trật tự. Còn phẩm chất của Tử Lộ là "Quả" (quyết đoán), của Nhiễm Cẩu là "Nghệ" (đa tài đa nghệ), chỉ là những phẩm chất phụ. Bởi vì tử Cống có khả năng thông đạt sự lý, cộng với tài năng "Ngôn ngữ" kiệt xuất, mà ông được các nước như Lỗ, Vệ mời làm quan. Chính vì ông sở hữu tài năng chính trị, ông sẽ hoạt động ngoại giao thành công ở bốn nước Tề, Ngô, Việt, Tấn.

### Giáo thư dục nhân (Dạy và giáo dục con người)
Trong những năm cuối đời, ông cũng bắt đầu dạy học giống như Khổng Tử, Đại phu nước Lỗ là Tử Phục Cảnh Bá là nhân tài ưu tú do ông đào tạo.

## Tư biện của Tử Cống

### Tử Cống và Khổng Tử
Đạo đức đầu tiên: Khổng tử dạy, Nhan Hồi tốt hơn Tử Cống, về đạo đức và học tập, đương nhiên đạo đức của Khổng Tử tự thân cao hơn Nhan Hồi. Nhận xét thứ hai: Người ta nói rằng, Tử Cống tốt hơn Khổng Tử. Cống hiến thứ ba: Trong thời Xuân Thu, cống hiến của Tử Cống rất lớn, thông đạt sự lý, là lưỡng quốc tể tướng (tể tướng ở hai nước), năng ngôn thiện biện (nói năng hùng hồn), tung hoành ngũ quốc (tung hoành năm nước), tự thuật thứ tư: Tử Cống tự hứa với mình: tường của thầy tôi (Khổng Tử) cao tới mấy nhận. Không tìm được cửa mà vào thì không thấy được vẻ đẹp của tông miếu, những sự giàu có của trăm quan. Câu nói của ông "Tông miếu chi mỹ" (vẻ đẹp của tông miếu), "Bách quan chi phú" (sự giàu có của trăm quan), chứng tỏ ông đánh giá cao Khổng Tử, giữ gìn thanh danh của người thầy già, nhưng chỉ nói rằng "tường" của Khổng Tử cao hơn "tường" của ông, chứ không phải nói, tường của ông đẹp bằng Khổng Tử. Cảnh đẹp thứ năm: Khổng Tử như cao sơn (núi cao), Tử Cống như lưu thủy (vực nước sâu), cao sơn nguy nga, có nước chảy sầm sầm; lưu thủy linh động, giữ gìn và tư dưỡng đức của vạn vật, quan điểm cho rằng, ai là nhà hiền triết đại diện cho cao sơn lưu thủy?

## Năng lực học tập

Đoan Mộc Tứ

Tử Cống học tập rất xuất sắc. Trước hết được thể hiện trong mức độ cao siêu của "Ngôn ngữ" của Tử Cống. "Luận ngữ · Tiên Tiến" nói: "Đức hành: Nhan Uyên, Mẫn Tử Khiên, Nhiễm Bá Ngưu, Trọng Cung. Ngôn ngữ: Tể Dư, Tử Cống. Chính sự: Nhiễm Hữu, Quý Lộ. Văn học: Tử Du, Tử Hạ." Có thể thấy rằng Tử Cống xuất sắc về phương diện "Ngôn ngữ", có nghĩa là, Tử Cống thuyết thoại rất kỹ xảo và có kỹ năng diễn giảng. Theo "Tả truyện" và các cuốn sách lịch sử khác, việc huấn luyện ngôn ngữ của Khổng Tử cho các buổi lễ tân ngoại giao chủ yếu dựa trên Thơ ca, đã trở thành một phong tục tại thời điểm đó. Khổng Tử từng nói: "Bất học "Thi", vô dĩ ngôn" ("Không có gì để nói nếu không học Thơ"). Thơ đã trở thành sách giáo khoa chính của huấn luyện ngôn ngữ tại thời điểm đó. Cuốn sách Kinh Thi đã trở thành một trong Lục kinh.
Trong nghiên cứu về "Thơ", Khổng Tử không chỉ yêu cầu học trò hiểu ý nghĩa ban đầu của "Thơ", mà còn yêu cầu họ "Hoạt học hoạt dụng" ("học và sử dụng nó một cách linh hoạt") và thể hiện bản thân một cách tự do trong các dịp lễ tân lịch sự, trong khi rất khó giỏi vì không có tính linh hoạt và độ nhạy đáng kể. Trong số các đệ tử của Khổng Tử, Tử Cống đã làm điều này rất tốt. "Luận ngữ · Học Nhi" thầy trò Khổng Tử đối đáp nhau. Tử Cống linh hoạt vận dụng những bài thơ trong "Kinh Thi - Vệ Phong - Kỳ ảo" - "Như thiết như tha, như trác như ma" (Như đã cắt và dũa học tập đạo lý (kẻ làm đồ bằng xương bằng sừng, sau khi tiện cắt ra, món đồ phải trau dũa thêm cho trơn láng)/Như đã dồi mài lo việc tu thân (kẻ làm đồ ngọc đá, sau khi đã đục thành hình phải dồi mài cho bóng sáng)). để trả lời câu hỏi của ông thầy già. Khổng Tử tin rằng lời hồi đáp của Tử Cống rất phù hợp, và thấy rằng "Đoạn chương thủ nghĩa" ("lấy sự công bình đối chọi bối cảnh") là đúng, vì vậy ông đã ca ngợi Tử Cống: "Thủy khả dữ ngôn "thi" dĩ hĩ" ("Đủ để bàn về Kinh Thi") và nói rằng Tử Cống "Cáo chư vãng nhi tri lai giả" ("nói cho ngươi việc quá khứ, ngươi đã hiểu việc tương lai"), tin rằng sự lý giải của ông về bài thơ đã đạt đến điểm hiểu.
Trong "Luận ngữ" khúc giữa, Tử Hạ được đánh giá cao độ về khả năng "bắt đầu bằng lời nói" và về "những bài thơ đã được thực hiện". Tử Hạ là một người xuất sắc về "Văn học". Điều này cho thấy Tử Cống không chỉ xuất sắc về "Ngôn ngữ", mà còn giỏi bằng những môn đệ khác như Tử Du, Tử Hạ về "văn học". "Sử ký · Trọng Ni đệ tử liệt truyện" từng nói: "Tử cống lợi khẩu xảo biện, khổng tử thường truất kỳ biện" ("Khả năng hùng biện của Tử Cống thật khéo léo và Khổng Tử không có nó."), có vẻ như hai người thường tranh biện về một số vấn đề. Chính vì phát huy tài năng về phương diện "Ngôn ngữ" mà ông ấy đã đến bốn nước Tề, Ngô, Việt và Tấn đã khiến Tử Cống đóng một vai trò lớn trong hoạt động ngoại giao của bốn nước này. Trong hoạt động ngoại giao ấy, nhờ tài năng diễn thuyết Tử Cống đã thuyết phục các quốc vương của bốn quốc gia, phân tích lợi hại và làm cho họ tiếp thu ý tưởng của mình. "Sử ký · Trọng Ni đệ tử liệt truyện" ghi: "Tử cống nhất sử, sử thế tương phá, thập niên chi trung, ngũ quốc các hữu biến" ("Tử Cống - một đại sứ, đã ương phá tình hình, trong mười năm, làm năm quốc gia thay đổi.") Nói một cách cụ thể, đó là: Tồn lỗ, loạn tề, phá ngô, cường tấn nhi bá việt (làm cho Lỗ tồn tại, làm loạn Tề, phá Ngô, làm Tấn thành hùng mạnh và khiến Việ xưng bá).

### Bình Luận từ người cùng thời
Thành tích nổi bật của Tử Cống về phương diện học vấn, thành tựu chính trị, quản lý tài chính, kinh doanh và các khía cạnh khác rất quan trọng đối với tất cả mọi người, và đã được mọi người biết tới. Do đó, thanh danh và địa vị của ông đã lên rất cao, thậm chí vượt qua cả ông thầy già Khổng Tử. Đương thời Tôn Võ, Đại phu nước Lỗ, đã nói công khai trước triều đìnhː "Tử Cống tốt hơn Trọng Ni". Một đại thần khác của nước Lỗ, Tử Phục Cảnh Bá, đã nói với Tử Cống những gì ông Võ đã nói, nhưng Tử Cống nói khiêm tốn: "Thí chư cung tường, tứ (tử cống) chi tường dã cập kiên; khuy kiến gia thất chi hảo. Phu tử (khổng tử) chi tường sổ nhận, Bất đắc kỳ môn nhi nhập, Bất kiến tông miếu chi mỹ: Bách quan chi phú. Đắc kỳ môn giả hoặc quả hĩ. Phu thủ chi vân, bất diệc nghi hồ?" Trần Tử, một đại thần khác của nước Lỗ, không đồng ý khi nghe lời giải thích của Tử Cống. Ông nói: "Thầy là người rất đáng tôn trọng. Trọng Ni có xứng đáng với Thầy không? _ có nghĩa là thầy quá khiêm cung, Trọng Ni có thực sự tốt hơn thầy không? Nói tóm lại, tất cả những lời khen ngợi mà Tử Cống sở hữu không hề trống rỗng, điều đó cho thấy danh tiếng, địa vị và ảnh hưởng của Tử Cống đương thời không còn là người dưới của ông thầy già Khổng Tử nữa. Một sử gia có tầm nhìn xa, Tư Mã Thiên viết trong "Sử ký" thậm chí còn tin rằng lý do tại sao danh tiếng của Khổng Tử lan rộng khắp thiên hạ và Nho học đã trở thành một trường phái nổi bật đương thời, vì một người có trình độ như Tử Cống thúc đẩy. Ông viết trong "Sử ký · Hóa Thực Liệt truyện": "Tử Cống, đệ tử trung thành nhất trong số bảy mươi người, không bao giờ mệt mỏi vì bị xua đuổi và trốn trong những con hẻm nghèo. Tử Cống buộc những đồng xu lụa để thuê các hoàng tử, các vị vua chiến đấu chống lại nhau ở các nước chư hầu. Khổng giáo đã được Khổng Tử truyền bá khắp thiên hạ và Tử Công trước sau gì cũng phải được vinh danh sau Khổng Tử. Học thuyết "giữ" và "mang lại lợi ích" của Tử Cống và Khổng Tử không được công bố. Hãy tưởng tượng công lao "Thường tương Lỗ, Vệ" của Tử Cống, người đã di cư sang các quốc gia và có địa vị hiển hách nhất thời, do ta có một miệng mồm tuyệt vời. Mỗi lần sau khi hoàn thành sứ mệnh, ông luôn đi cùng ông thầy già của mình với một bộ lý Luận và chủ trương. Mặc dù một số lý Luận chủ trương của Khổng Tử khác với thời đại, ông luôn lắng nghe Tử Cống. Do đó Khổng Tử được phát huy tính khách quan của mình. Nho học của Khổng Tử đã trở thành một trường phái nổi bật và danh tiếng của Khổng Tử lan rộng khắp thiên hạ, điều này thực sự có liên quan đến đệ tử chân cao của ông, Tử Cống. Tư Mã Thiên rất chính xác khi viết về điều này.

### Tôn sư trọng đạo
Mặc dù Tử Cống có nhiều thành tựu và đóng góp ở nhiều phương diện, nhưng ông ấy có biểu hiện khiêm tốn phi thường trước Khổng Tử. Trong "Luận ngữ·Công Dã Tràng", Khổng Tử đã hỏi Tử Cốngː "Nhữ dữ hồi dã thục dũ (thùy canh cường ta)?" ("Ai hơn Nhan Hồi"). Nhan Hồi là môn sinh mà Khổng Tử đắc ý nhất. Tử Cống trong thâm tâm nhận thức rõ điều này, nhưng Khổng Tử có thiên hướng thích Tử Cống đặt vấn đề. Tử Cống khá tự kiềm chế, Tử nóiː "Tứ dã hà cảm vọng hồi? Hồi dã văn nhất dĩ tri thập, tứ dã văn nhất dĩ tri nhị." (Tứ sao dám mong bằng Hồi? Hồi nghe một thì biết mười. Tứ nghe một biết hai.) Kỳ thật Tử Cống và Nhan Hồi ai cũng giỏi. Tử Cống và Nhan Hồi, nói về chính sự, Nhan Hồi phải đưa ra những tờ giấy trắng; Sinh kế của Nhan Hồi khó có thể được duy trì. Luận ngữ nói rằng ông "trống rỗng". Có vẻ như việc nhịn ăn thường phát sinh, trong khi Tử Cống là "một đại gia"; Nhan Hồi không có đại năng lượng bằng Tử Cống về việc công khai mỹ danh của thầy. Về phần Khổng Tử, khi gặp nguy hiểm gian khó, Tử Cống luôn đứng lên và thể hiện đại trí đại dũng tuyệt vời của mình. "Sử ký ·Khổng Tử thế gia" mô tả sự bần cùng của Khổng Tử ở nước Trần và Thái, tuyệt lương, tình hình mười phần nguy cấp. Đương thời, các môn đồ của Khổng Tử nhìn nhau và cảm thấy hụt hẫng. Sau đó "Tử Cống sứ Sở" (Tử Cống đi sứ sang nước Sở), "Sở Chiêu Vương nghênh đón Khổng Tử, và sau đó họ được miễn. Tử Cống là một trong những đệ tử kiệt xuất nhất của Khổng Tử.

## Di chỉ tương quan

### Bộ sách Đoan Mộc
Bộ sách Đoan Mộc nằm ở đỉnh núi Tử Cống, là hồ chứa lớn thứ hai ở tỉnh Giang Tô và phía tây của đập hồ chứa Tiểu Tháp Sơn ở huyện Cống Du. Đó là một đại thạch mịn. Theo "Quang Tự Cống Du huyện chí", Bộ sách Đoan Mộc là một trong "Cống Du bát cảnh" (tám cảnh đẹp của Cống Du) kể từ thời nhà Minh.
Tương truyền vào thời Xuân Thu, học sinh của Khổng Tử là Tử Cống (họ là Đoan Mộc, tên là Tứ, tự Tử Cống) đã xây dựng thư viện Đoan Mộc trên núi (đã bị phá hủy), Núi Vạn Tùng đổi tên thành Núi Tử Cống và đá Sái Thư được gọi là Học viện Bộ sách.
Thời kỳ Xuân Thu, thiên hạ phân liệt, các phương chư hầu tương tranh xưng bá, chinh chiến liên miên, phong hỏa lang yên. Đương thời nước Lỗ là nước siêu nhược tiểu và bị lân quốc coi thường. Một năm nọ, nước Tề muốn chiếm nước Lỗ, và nước Lỗ thượng hạ kinh động. Lỗ tuy nhỏ, nhưng là nơi Khổng Tử, một nhà tư tưởng vĩ đại, đã được sinh ra ở đây. Khổng Tử có đệ tử ở khắp thiên hạ. Trong số đó, một người quê ở nước Tề có họ Đoan Mộc tên là Tứ, tự Tử Cống là một môn sinh đác ý của Khổng Tử, năng ngôn thiện biện, là thiên tài ngoại giao. Để giải trừ khó khăn, Khổng Tử phái Tử Cống đến Tề du thuyết.
Tử Cống đã hoàn thành du thuyết của mình và kích động chiến tranh giữa hai đại quốc Ngô - Tề, "Chỉ ngô bá việt, loạn tề tồn lỗ". Sau khi đi qua núi Vạn Tùng, ông nhìn thấy cảnh sắc những đám mây và sương mù trong thung lũng và tùng đào lăn trên núi. Ông ấy tham gia một chuyến đi thú vị và ghi chú, nhưng ông ấy không biết rằng bầu trời không đẹp. Bỗng nhiên trời mưa to và Tử Cống trở về nhà. Lúc này, bầu trời đột nhiên sáng lên và cầu vồng xuất hiện một nửa. Trong sự ngạc nhiên, Tử Cống phát hiện hòn đá anh vừa ngồi không còn nước nữa. Trước sự ngạc nhiên lớn hơn của mình, Tử Cống đặt cuốn sách ướt lên nó. Cuốn sách đã khô như trước đây ngay lập tức, vì vậy có một hòn đá xuất hiện trên thế gian, đá Đoan Mộc.

### Tử Cống và cây Giai
Trong khu rừng Khổng ngày nay ở Khúc Phụ, tỉnh Sơn Đông, vẫn còn cây Giai được cấy từ phương nam đến Khúc Phụ để biểu đạt lời xin lỗi của Tử Cống vì đã không ở gần Khổng Tử khi ông thầy già qua đời.
Khi Khổng Tử qua đời, Tử Công đang ở phương Nam. Khi nghe tin, Tử Cống trở về Khúc Phụ mang theo những loài cây độc đáo từ phương nam. Ông cầu nguyện rằng "Như quả lão sư khẳng nguyên lượng tha, tựu thỉnh nhượng thử thụ hoạt hạ lai" (Nếu ông thầy già tha thứ cho ông, ông sẽ để cái cây tồn tại). Sau đó, cây Giai quả nhiên sống sót và sinh trưởng ở Khúc Phụ, sau đó xuất hiện kỹ năng chạm khắc Cây Giai.
Ngày nay, chỉ còn lại một bộ phận thân cây. Chữ khắc trong tấm bia là chữ viết tay của Hoàng đế Khang Hi đề "Tử cống thủ thực giai" (Tử Cống và cây Giai). Người Khúc Phụ phiên âm từ "Giai" là "Jiē" (còn âm phổ thông là "Kai")̠. Nó cũng là để kỷ niệm lòng hiếu tâm của Tử Cống rằng "Thiên hạ nhân giai ứng hiệu phảng" ("tất cả mọi người trên thiên hạ nên làm theo").

### Mộ Tử Cống
Nằm ở quê hương của Tử Cống. Ở huyện Tuấn, thành phố Hạc Bích, tỉnh Hà Nam, địa điểm ngôi mộ nằm ở Đông Tương Trang, cách của huyện Tuấn năm dặm phía đông nam. Trước ngôi mộ là một bia mộ đá xanh lớn được chính phủ nhân dân dựng lên, khắc chữ "Tiên hiền tử cống mộ" (Mộ của Tử Cống tiên hiền), phông chữ đoan trang ngưng trọng, thể hiện sự tôn sùng của người dân huyện Tuấn đối với nhà hiền triết của quê hương họ. Tại khu lăng mộ Tử Cống có bản ghi "Cải chính tiên hiền lê công mộ từ ký" (cải chính lại câu chuyện của Tiên Hiền Lê công). Chữ khắc và chữ viết thông thường. Bản ghi gồm 20 dòng, đầy đủ 72 từ. Đầu mộ có rồng được chạm khắc cao 490 cm, bản ghi cao 340 cm và rộng 94 cm. Năm Long Khánh thứ 22 (năm 1549), hòn đá được dựng lên vào tháng hai bởiː Ninh Thời Mạc - tri huyện huyện Tuấn. Cựu Tả thửa tướng ở Đại lý tự tiền kinh kỳ đạo giam sát ngự sử, một người dân ấp, cựu đại phu và đồng tri lý Long An phủ của tỉnh Tứ Xuyên là Lí Nhất Kinh.

## Hồ sơ tài liệu

### Ghi chép sử liệu
Tư Mã Thiên đã trứ tác cuốn "Sử ký·Trọng Ni đệ tử liệt truyện", Tử Cống là nhân vật được viết nhiều nhất, người có truyện kỳ dài nhất trong số các đệ tử của Khổng Tử về chiều dài. Hiện tượng này cho thấy Tử Cống là một nhân vật rất bất tầm thường trong mắt Tư Mã Thiên. Suy nghĩ và đọc "Luận ngữ" và các cuốn sách khác một cách cẩn thận, chúng ta có thể thấy Tử Cống là một nhân vật phi thường. Ảnh hưởng và vai trò to lớn của ông vượt xa tầm với của bất kỳ đệ tử Nho giáo nào: ông có thành tích học tập ưu dị, tu dưỡng văn hóa phong phú, tài năng chính trị và ngoại giao trác việt, và năng lực tài chính và kinh doanh cao siêu. Trong số các đệ tử của Khổng Tử, Tử Cống là người giỏi nhất kết hợp học và hành.

### Ghi chép từ địa phương
Tử Cống sinh ra trong một gia đình thương nhân. Ở tuổi đôi mươi, ông được kế thừa tổ nghiệp bắt đầu kinh doanh. Khoảng 25 tuổi (495 năm trước), ông bái Khổng Tử là thầy, nhưng ông không phải lúc nào cũng ở quanh Khổng Tử. Ông thường đến các nước để hoạt động. Vào năm Lỗ Định Công thứ mười lăm (495 năm trước), khi Khổng Tử đang trong thời gian tốt để tự vệ, Tử Cống đã đến nước Lỗ để hội kiến cuộc gặp giữa Lỗ Định Công và Chu Ẩn Công. Khi Khổng Tử rời khỏi Vệ, Tử Cống đi theo ông ta. Năm Lỗ Ai Công thứ năm (492 năm trước) Lỗ Ai Công gặp Khổng Tử ở nước Trần. Trong thời gian đau khổ, Tử Cống thụ mệnh đến Sở và phái vua Sở Chiêu Vương xuất binh cứu Khổng Tử. Vào Ai Công thứ bảy (488 năm trước), khi Khổng Tử đến nước Vệ, Tử Cống được Quý Kháng Tử phái hội kiến thái tể nước Ngô. Vào năm Ai Công thứ 11 (484 năm trước), trước khi Khổng Tử trở lại nước Lỗ, Tử Cống đã hỗ trợ Thúc Tôn xử lý ngoại sự tại nước Lỗ. Trong mười lăm năm của Ai Công (480 năm trước), Tử Cống đã được nước Lỗ gửi đến nước Tề. Sau cái chết của Khổng Tử vào năm Ai Công thứ 16 (479 năm trước), Tử Cống đã phục tang ba năm ở quê nhà của Khổng Tử là nước Lỗ (nay là Khúc Phụ), và ba năm trông coi lăng mộ, tổng cộng sáu năm. Sau đó, Tử Cống vẫn ở nước Lỗ. Trong năm Ai Công thứ 26 (469 năm trước), ông đã trả lời các câu hỏi từ Vệ Xuất Công. Năm sau, trước tháng giêng, Tử Cống rời nước Lỗ, hậu sự bất tường. Tử Cống từng giữ chức Tín Dương Mệnh, Tín Dương Tể.